# Santa Vitória do Palmar
Santa Vitória do Palmar é um município fronteiriço do estado do Rio Grande do Sul, localizado no extremo sul do Brasil, na fronteira com Uruguai, sendo o município onde se encontra o ponto mais meridional do Brasil, uma curva do arroio Chuí, próximo à sua foz, no distrito de Atlântico.

## Geografia

### Praias
O Hermenegildo é o balneário mais popular e frequentado pelos vitorienses, tendo um movimento intenso de veranistas durante do verão. Além disso, a praia tem se tornado propriamente um bairro afastado da cidade, atraindo cada vez mais moradores fixos o ano inteiro. É conhecido como um bom lugar para o veraneio na região sul do estado. 

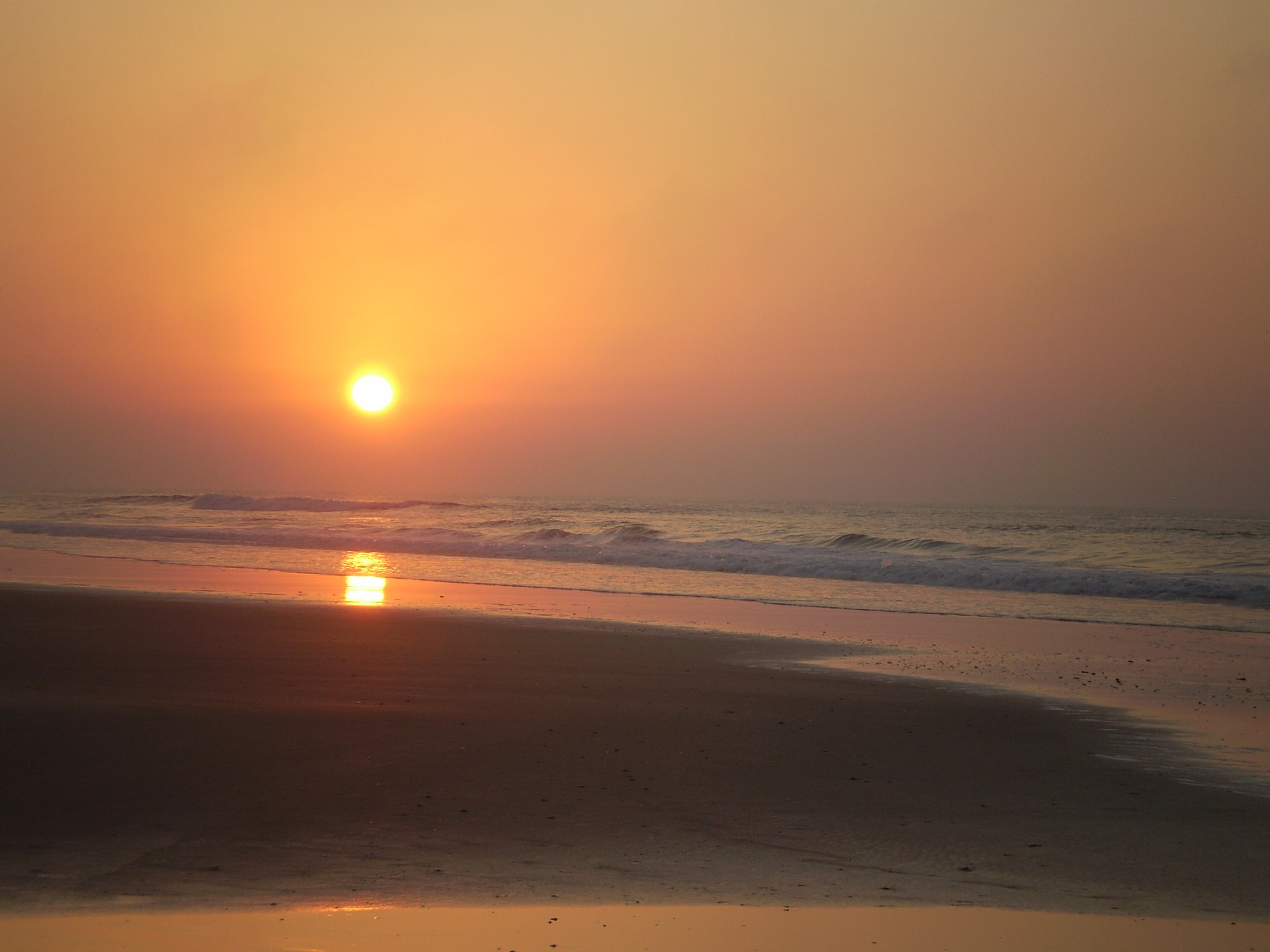
O nascer do sol na praia do Hermenegildo.

Em 1978 ocorreu o fenômeno ambiental descrito como maré vermelha, que chegou a atingir a Praia do Cassino e a costa uruguaia até Punta del Este. O acontecimento teve grande repercussão na mídia nacional e internacional. Na época, surgiram diversas hipóteses para justificar a mortandade de peixes e outros animais marinhos na região, além de problemas respiratórios em algumas pessoas.

### Clima
| Maiores acumulados diários de precipitação registrados em Santa Vitória do Palmar por meses (INMET) | Maiores acumulados diários de precipitação registrados em Santa Vitória do Palmar por meses (INMET) | Maiores acumulados diários de precipitação registrados em Santa Vitória do Palmar por meses (INMET) | Maiores acumulados diários de precipitação registrados em Santa Vitória do Palmar por meses (INMET) | Maiores acumulados diários de precipitação registrados em Santa Vitória do Palmar por meses (INMET) | Maiores acumulados diários de precipitação registrados em Santa Vitória do Palmar por meses (INMET) |
| Mês                                                                                                 | Acumulado                                                                                           | Data                                                                                                | Mês                                                                                                 | Acumulado                                                                                           | Data                                                                                                |
| --------------------------------------------------------------------------------------------------- | --------------------------------------------------------------------------------------------------- | --------------------------------------------------------------------------------------------------- | --------------------------------------------------------------------------------------------------- | --------------------------------------------------------------------------------------------------- | --------------------------------------------------------------------------------------------------- |
| Janeiro                                                                                             | 103,4 mm                                                                                            | 13/01/1984                                                                                          | Julho                                                                                               | 116,9 mm                                                                                            | 25/07/1998                                                                                          |
| Fevereiro                                                                                           | 151,6 mm                                                                                            | 21/02/2013                                                                                          | Agosto                                                                                              | 136,4 mm                                                                                            | 05/08/1946                                                                                          |
| Março                                                                                               | 277,2 mm                                                                                            | 08/03/1943                                                                                          | Setembro                                                                                            | 89,3 mm                                                                                             | 14/09/2017                                                                                          |
| Abril                                                                                               | 167,6 mm                                                                                            | 04/04/1993                                                                                          | Outubro                                                                                             | 96,9 mm                                                                                             | 02/10/2019                                                                                          |
| Maio                                                                                                | 167,2 mm                                                                                            | 08/05/2024                                                                                          | Novembro                                                                                            | 111,1 mm                                                                                            | 14/11/1990                                                                                          |
| Junho                                                                                               | 114,7 mm                                                                                            | 20/06/1967                                                                                          | Dezembro                                                                                            | 166,6 mm                                                                                            | 27/12/1997                                                                                          |
| Período: 1931-presente                                                                              | | | | | |

O clima do município é subtropical, com verões moderados e invernos frescos. A temperatura máxima média compensada anual gira em torno de 22 °C e a mínima em torno de 12 °C. O índice pluviométrico de aproximadamente 1 260 milímetros (mm) anuais. De modo geral, as chuvas são bem distribuídas durante todo o ano. Ultimamente, o clima vitoriense vendo sofrendo algumas alterações, tornando-se mais extremo. Os invernos cada vez mais frios, com a temperatura chegando facilmente abaixo dos 5 °C, e os verões mais quentes, seguidamente ultrapassando os 30 °C.
Segundo dados do Instituto Nacional de Meteorologia (INMET), desde 1931 a menor temperatura registrada em Santa Vitória do Palmar foi de −3 °C em 9 de julho de 1945 e a maior atingiu 41,3 °C em 29 de janeiro de 1957. O maior acumulado de precipitação registrado em 24 horas alcançou 277,2 mm em 8 de março de 1943. Outros acumulados iguais ou superiores a 150 mm foram: 167,6 mm em 4 de abril de 1993, 167,2 mm em 8 de maio de 2024, 166,6 mm em 27 de dezembro de 1997, 160,9 mm em 14 de março de 2004, 160,3 mm em 24 de março de 1996 e 151,6 mm em 21 de fevereiro de 2013.
| Dados climatológicos para Santa Vitória do Palmar (OMM: 83997)                           | Dados climatológicos para Santa Vitória do Palmar (OMM: 83997) | Dados climatológicos para Santa Vitória do Palmar (OMM: 83997) | Dados climatológicos para Santa Vitória do Palmar (OMM: 83997) | Dados climatológicos para Santa Vitória do Palmar (OMM: 83997) | Dados climatológicos para Santa Vitória do Palmar (OMM: 83997) | Dados climatológicos para Santa Vitória do Palmar (OMM: 83997) | Dados climatológicos para Santa Vitória do Palmar (OMM: 83997) | Dados climatológicos para Santa Vitória do Palmar (OMM: 83997) | Dados climatológicos para Santa Vitória do Palmar (OMM: 83997) | Dados climatológicos para Santa Vitória do Palmar (OMM: 83997) | Dados climatológicos para Santa Vitória do Palmar (OMM: 83997) | Dados climatológicos para Santa Vitória do Palmar (OMM: 83997) | Dados climatológicos para Santa Vitória do Palmar (OMM: 83997) |
| Mês                                                                                      | Jan                                                            | Fev                                                            | Mar                                                            | Abr                                                            | Mai                                                            | Jun                                                            | Jul                                                            | Ago                                                            | Set                                                            | Out                                                            | Nov                                                            | Dez                                                            | Ano                                                            |
| ---------------------------------------------------------------------------------------- | -------------------------------------------------------------- | -------------------------------------------------------------- | -------------------------------------------------------------- | -------------------------------------------------------------- | -------------------------------------------------------------- | -------------------------------------------------------------- | -------------------------------------------------------------- | -------------------------------------------------------------- | -------------------------------------------------------------- | -------------------------------------------------------------- | -------------------------------------------------------------- | -------------------------------------------------------------- | -------------------------------------------------------------- |
| Temperatura máxima recorde (°C)                                                          | 41,3                                                           | 41                                                             | 38,5                                                           | 34,4                                                           | 32,2                                                           | 28,4                                                           | 29,3                                                           | 32,2                                                           | 33,8                                                           | 34,8                                                           | 38,4                                                           | 39,9                                                           | 41,3                                                           |
| Temperatura máxima média (°C)                                                            | 27,8                                                           | 27,4                                                           | 26,2                                                           | 23,3                                                           | 19,7                                                           | 16,8                                                           | 15,9                                                           | 17,6                                                           | 18,7                                                           | 21,3                                                           | 24                                                             | 26,5                                                           | 22,1                                                           |
| Temperatura média compensada (°C)                                                        | 22,6                                                           | 22,4                                                           | 21,1                                                           | 18,1                                                           | 14,8                                                           | 12,1                                                           | 11,2                                                           | 12,5                                                           | 13,8                                                           | 16,4                                                           | 18,7                                                           | 21,1                                                           | 17,1                                                           |
| Temperatura mínima média (°C)                                                            | 18,4                                                           | 18,3                                                           | 17,1                                                           | 14,3                                                           | 11,2                                                           | 8,6                                                            | 7,8                                                            | 8,8                                                            | 10                                                             | 12,5                                                           | 14,4                                                           | 16,7                                                           | 13,2                                                           |
| Temperatura mínima recorde (°C)                                                          | 7                                                              | 7,8                                                            | 6,4                                                            | 3,6                                                            | 0,4                                                            | −2                                                             | −3                                                             | −1,6                                                           | −0,4                                                           | 2,2                                                            | 2,4                                                            | 2,4                                                            | −3                                                             |
| Precipitação (mm)                                                                        | 81,4                                                           | 128                                                            | 116,4                                                          | 123,3                                                          | 119,2                                                          | 113,1                                                          | 112,7                                                          | 108,2                                                          | 97                                                             | 102,4                                                          | 70                                                             | 91,5                                                           | 1 263,2                                                        |
| Dias com precipitação (≥ 1 mm)                                                           | 6                                                              | 8                                                              | 7                                                              | 7                                                              | 7                                                              | 8                                                              | 7                                                              | 8                                                              | 7                                                              | 8                                                              | 6                                                              | 7                                                              | 86                                                             |
| Umidade relativa compensada (%)                                                          | 75,2                                                           | 77,6                                                           | 79,6                                                           | 81,2                                                           | 84,3                                                           | 85,1                                                           | 84,5                                                           | 83,6                                                           | 81,8                                                           | 80,1                                                           | 75,7                                                           | 74,5                                                           | 80,3                                                           |
| Insolação (h)                                                                            | 257,5                                                          | 212                                                            | 211,5                                                          | 175,5                                                          | 151,1                                                          | 132,7                                                          | 143,1                                                          | 155,5                                                          | 161,8                                                          | 196,5                                                          | 233,9                                                          | 253,2                                                          | 2 284,3                                                        |
| Fonte: INMET (normal climatológica de 1991-2020; recordes de temperatura: 1931-presente) |                                                                |                                                                |                                                                |                                                                |                                                                |                                                                |                                                                |                                                                |                                                                |                                                                |                                                                |                                                                |                                                                |

## Subdivisões

### Distritos
| Distrito                | População |
| ----------------------- | --------- |
| Arvore Só               | 1685      |
| Atlântico               | 1391      |
| Curral Alto             | 1586      |
| Mirim                   | 1397      |
| Santa Vitória do Palmar | 26794     |
| Taim                    | 451       |

## Turismo

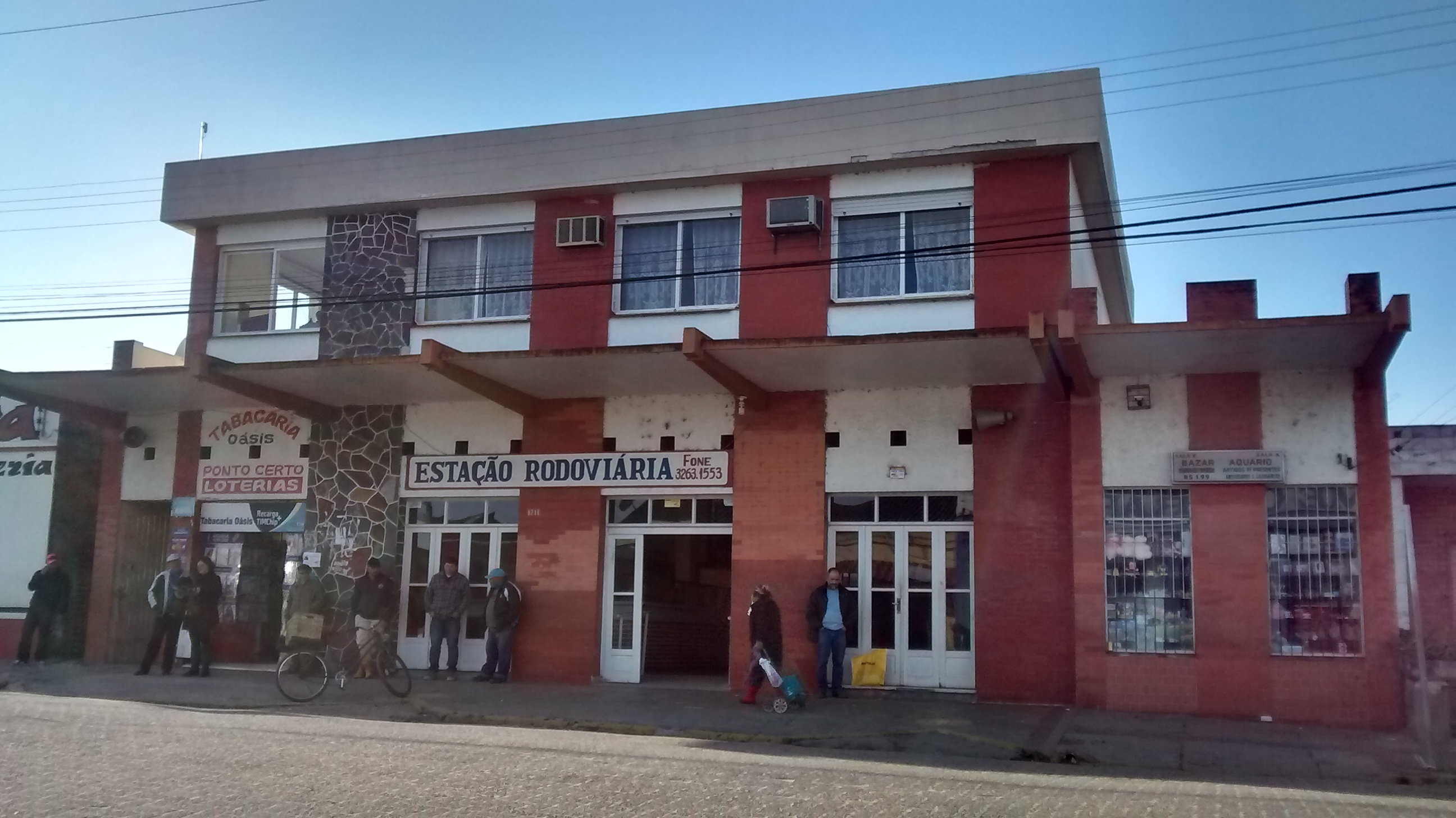
Estação Rodoviária, localizada na Rua Francisco Osvaldo Anselmi, 1211.

### Theatro Independência
No coração da cidade, em frente à Praça General Andrea e rodeado por casarões construídos na segunda metade do século XIX e início do XX, está localizado o Theatro Independência, inaugurado em 21 de agosto de 1930, bem tombado pelo IPHAE como patrimônio histórico e artístico do Rio Grande do Sul desde 2010.

## Local antípoda
Jeju, uma ilha e província da Coreia do Sul, é o local antípoda do município de Santa Vitória do Palmar .